# N-甲酰基哌啶
N-甲酰基哌啶是一种有机化合物，化学式为C6H11NO。它可用作极性非质子溶剂，比其它酰胺溶剂（如DMF）有更好的烃类溶解性。它可用于将甲酰基转移至格氏试剂：
PhCH2CH2MgCl + C6H11NO → PhCH2CH2CHO
在一些烷基锂化合物的甲酰化反应中，使用N-甲酰基哌啶比DMF有更高的产率。